# Église Saint-Saturnin de Saint-Sorlin-d'Arves
L'église Saint-Saturnin est une église située à Saint-Sorlin-d'Arves, dans le département de la Savoie, en France.

## Localisation
L'église Saint-Saturnin de Saint-Sorlin-d'Arves, dépend de la paroisse catholique « Cathédrale Saint-Jean-de-Maurienne », dans la doyenné de Maurienne du diocèse de Chambéry, Maurienne et Tarentaise.

## Histoire

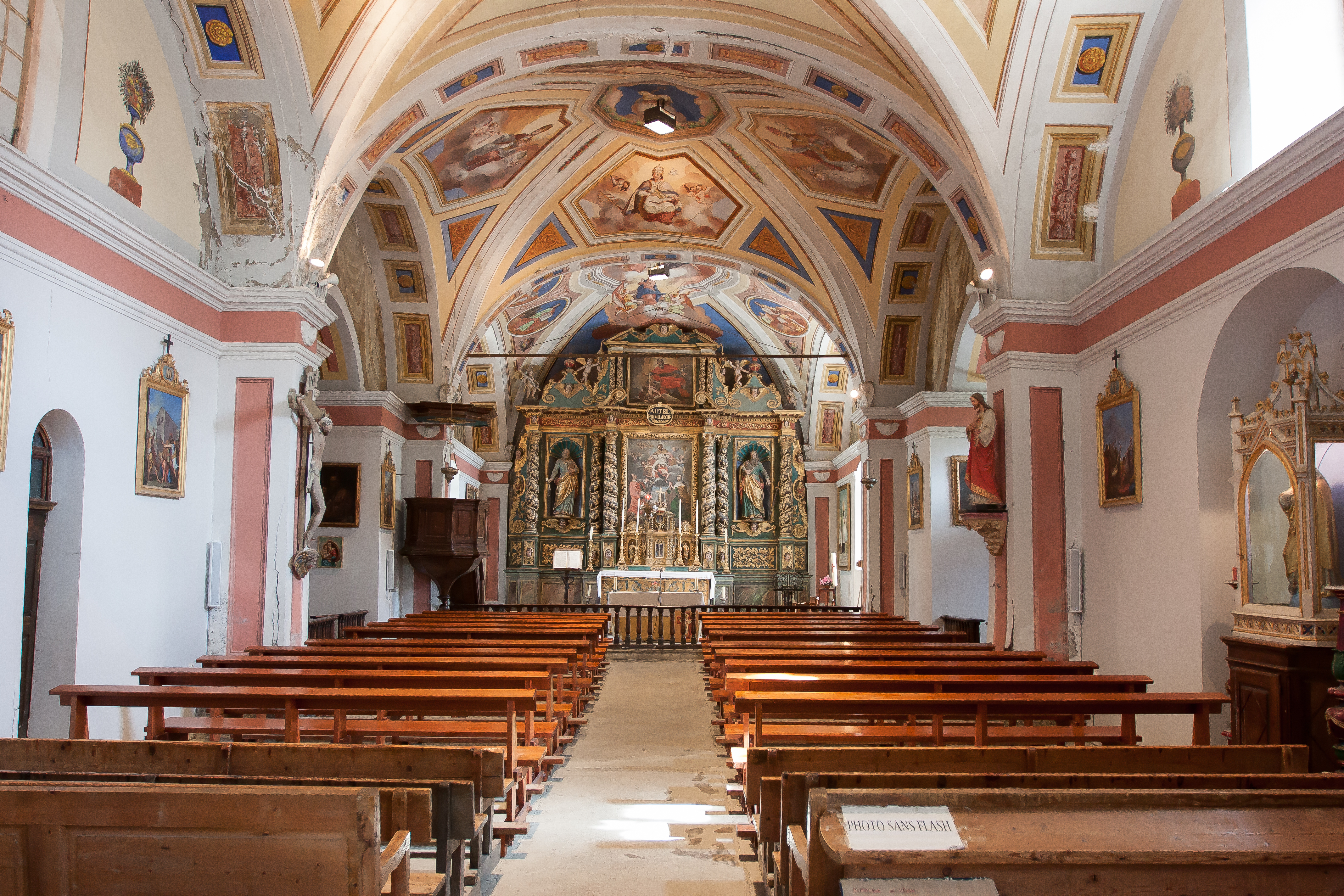
Vue de l'intérieur de l'église.

L'église est construite en 1603 sur un bâtiment préexistant, puis agrandie en 1658. En 1683, elle est dotée d'une tribune, et son chœur est reconstruit en 1699. Son clocher est exhaussé après la Révolution.
L'édifice est inscrit au titre des monuments historiques le 13 avril 2004

## Description

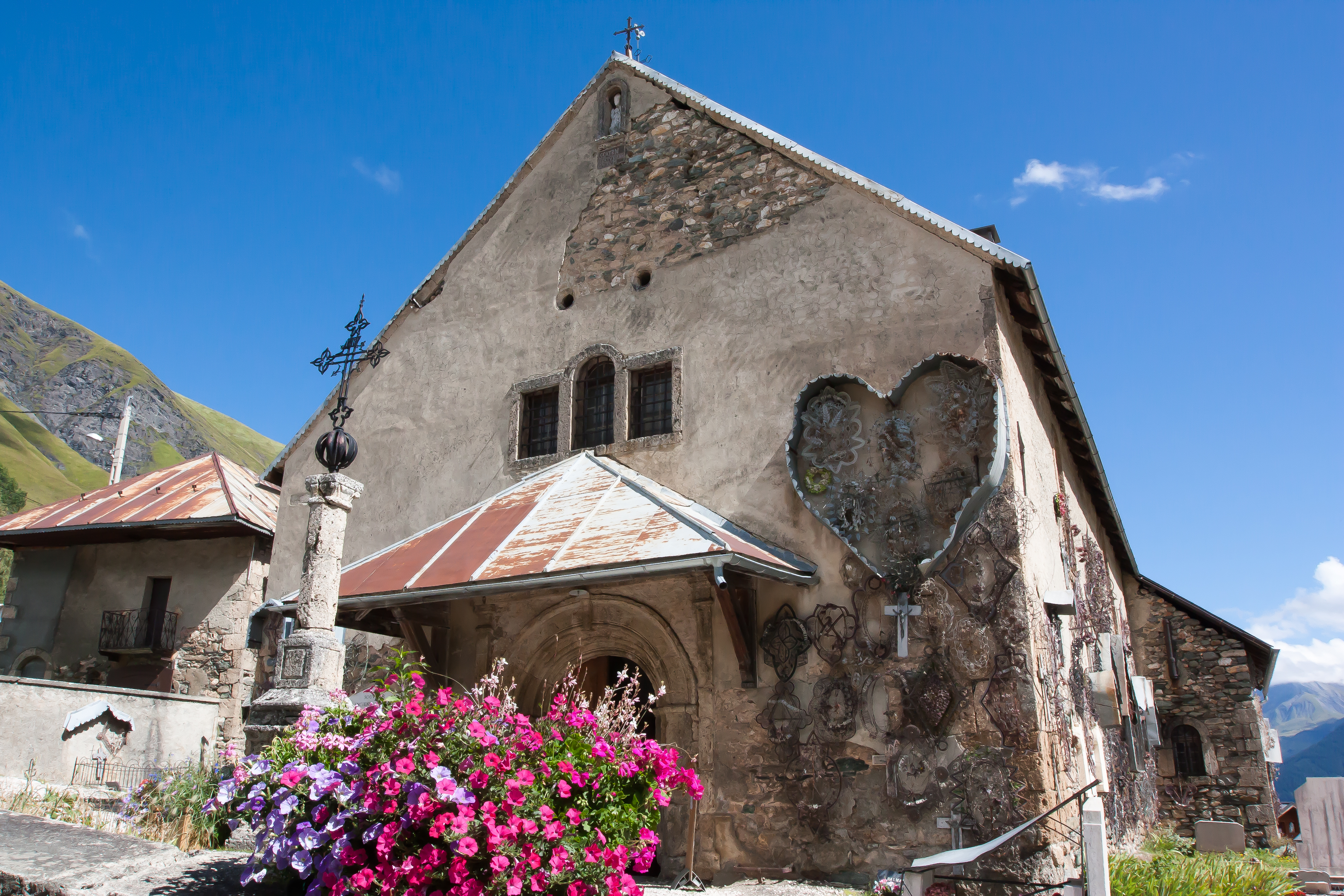
Vue extérieure de l'église, du porche et des couronnes mortuaires en métal.

L'église est un édifice rectangulaire, constitué d'une seule nef, d'un chœur, d'amorces de transept et d'une tribune. Son clocher est élevé latéralement et au milieu de la façade nord de l'édifice. La nef est composée de trois travées couvertes de voûtes d'arêtes.
La porte d'entrée principale, surmontée d'un auvent, est composée d'un arc en plein cintre entouré de trois voussures au-dessus des pieds-droits et surmonté d'un fronton brisé. Une niche, située au-dessus du portail de l'entrée, renferme une statue de Saint Saturnin (ou Saint Sernin, le premier 
évêque de Toulouse), le patron de l'église.
L'église, située au milieu du cimetière communal, porte sur ses murs extérieurs de nombreuses couronnes mortuaires en métal.

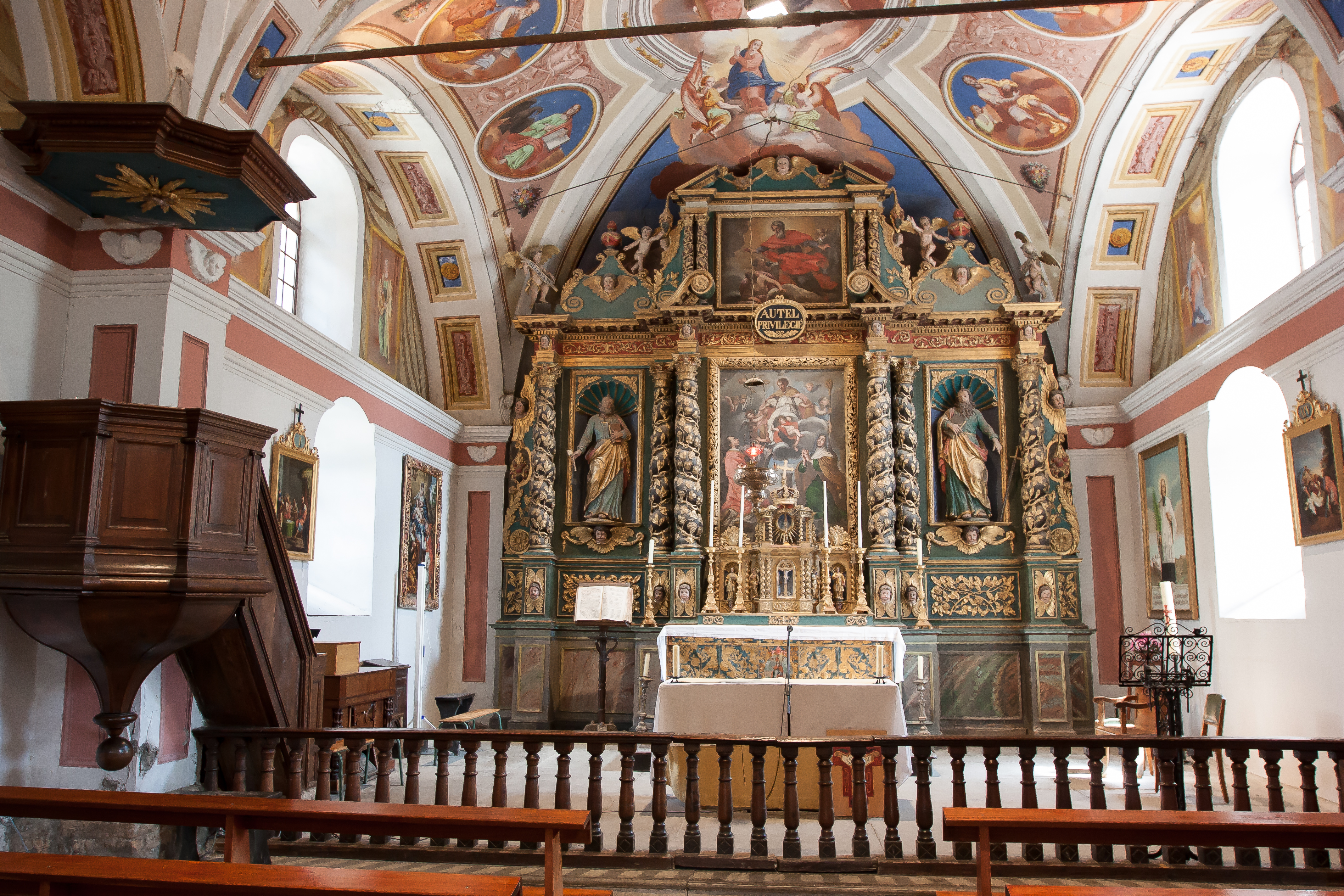
Vue du chœur et du retable.

Le chœur, décoré par Joseph Dominique de la Valsesia en 1742, contient un grand retable et un autel. Les peintures des murs de l'autel représentent différents saints de l'église catholiques. Les voûtes de la nef sont peintes, elles comportent différentes peintures réalisées en 1843 qui ont remplacé les lambris initiaux de la nef.
Le retable, situé à l'arrière de l'autel, a été sculpté en 1700 par Bernard Flandin puis terminé par Sébastien Rosaz de Termingnon et Jean Simon de Bramans. Le retable est constitué : d'un grand tableau central peint en 1704 par Gabriel Dufour représentant la glorification de Saint Saturnin ; d'un autre tableau de Gabriel Dufour, au sommet du retable, représentant Dieu le Père chassant Adam et Ève du jardin d'Eden ; d'une statue, à gauche, représentant Saint Pierre ; d'une statue, à droite, représentant Saint Paul ; et à la base, un tabernacle avec en son centre un Christ en croix entouré deux niches latérales contenant des petites statues des apôtres Saint Jean Évangéliste et Saint Paul,,.
Deux chapelles latérales occupent les amorces du transept et contiennent des autels datant du début du XVIIIe siècle ; à gauche : l'autel du Rosaire ; à droite : l'autel des Carmes.

## Galerie de photographies

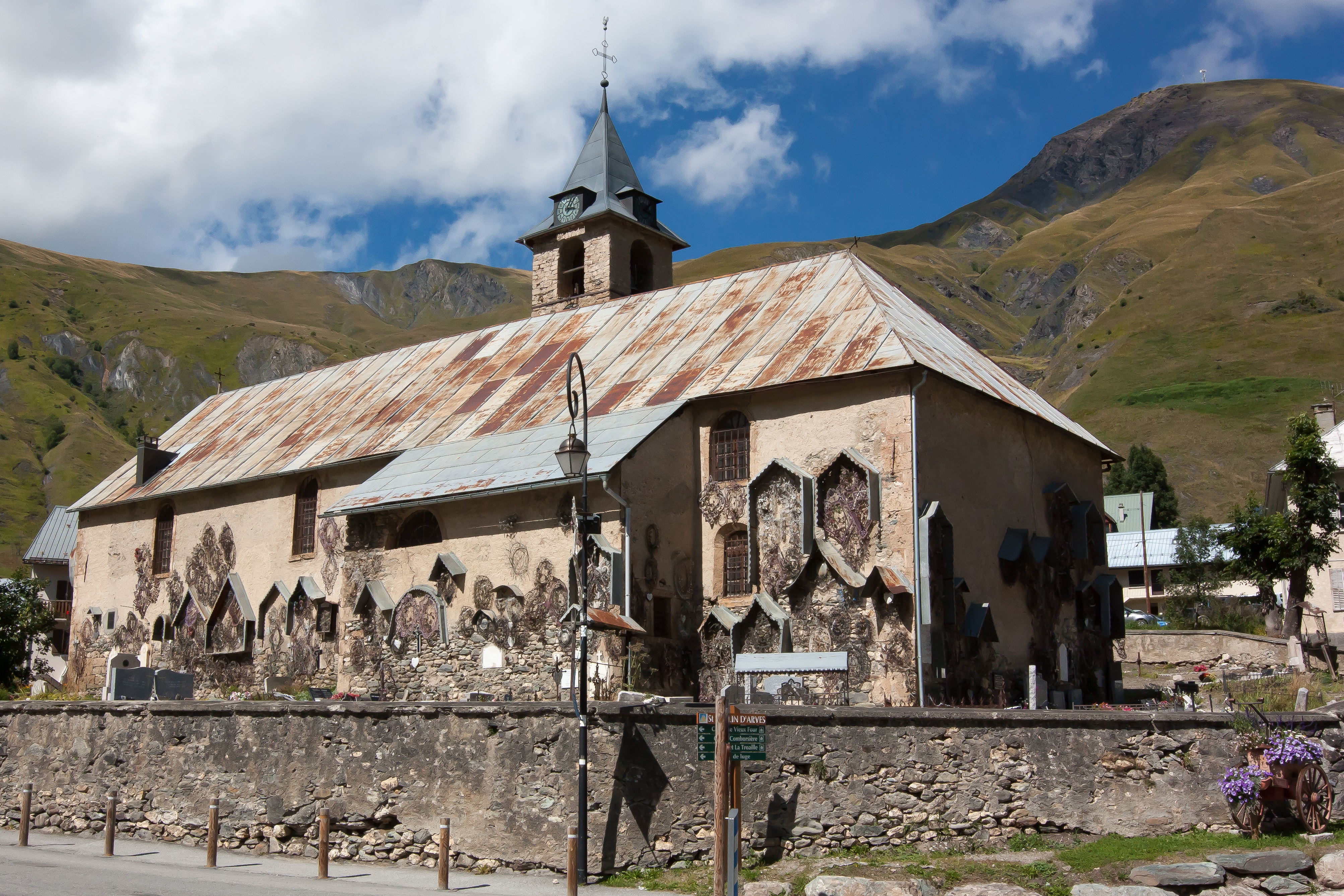
La façade sud de l'église, les couronnes mortuaires et le cimetière.
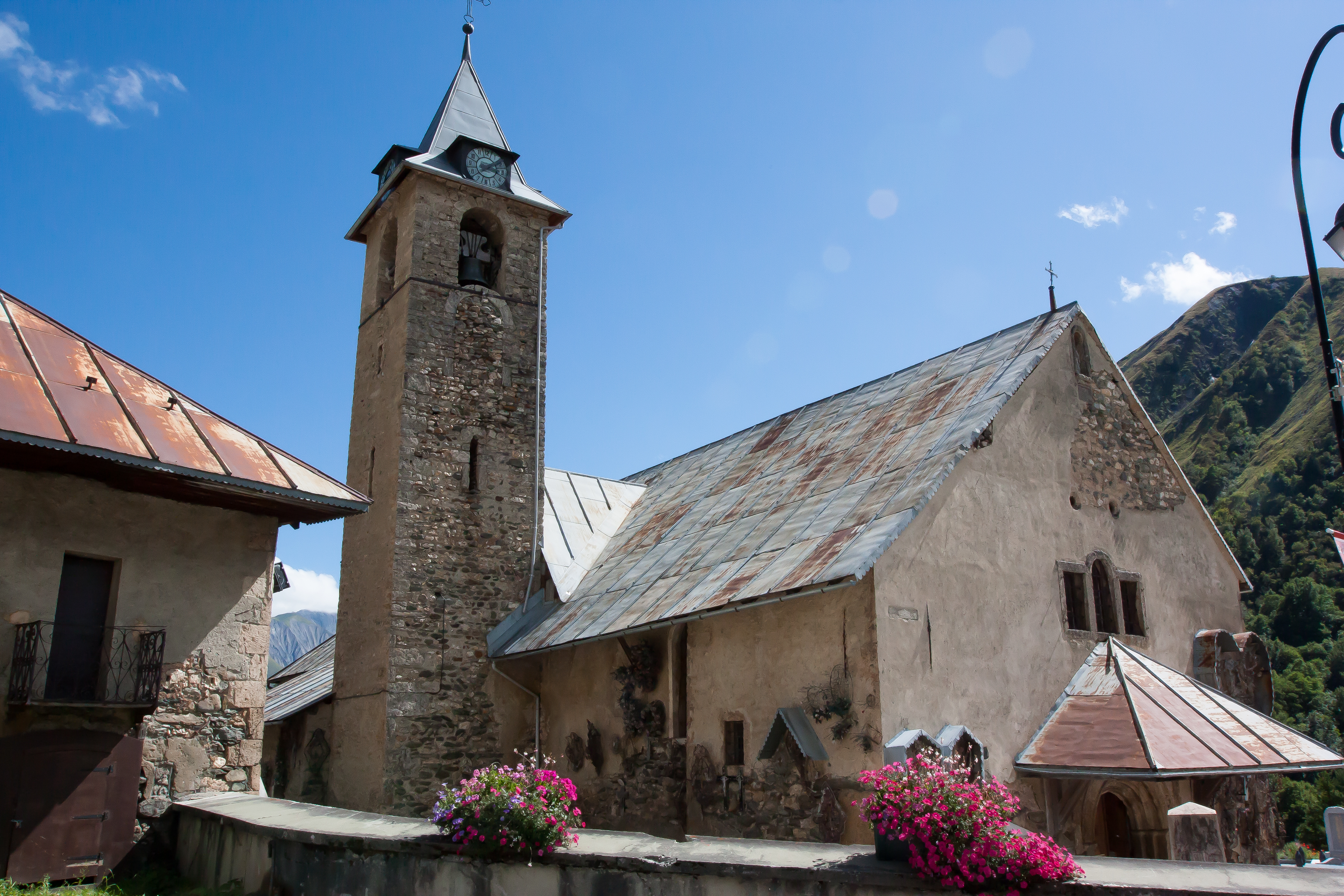
La façade nord et le clocher de l'église.
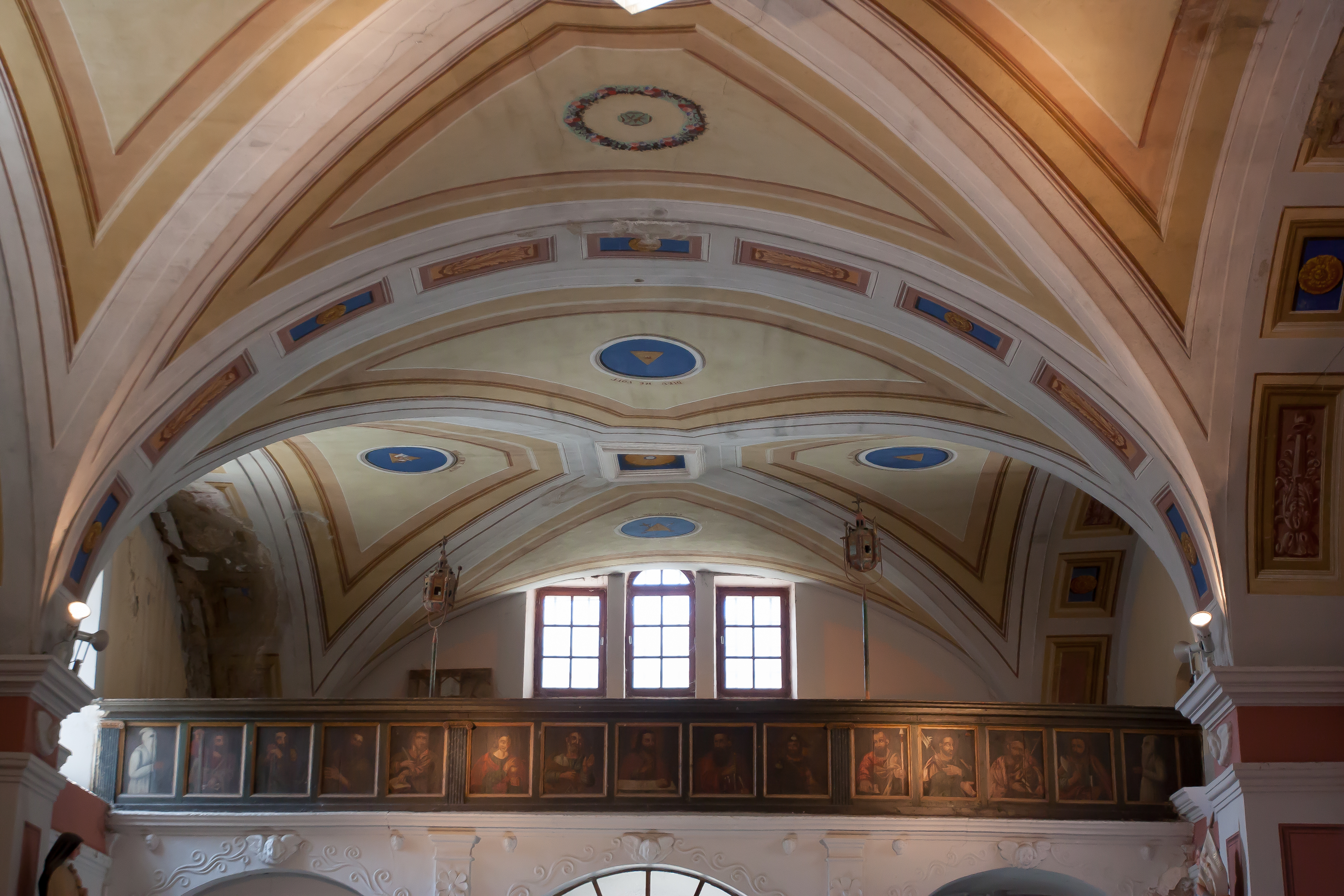
La tribune et les peintures de la nef.
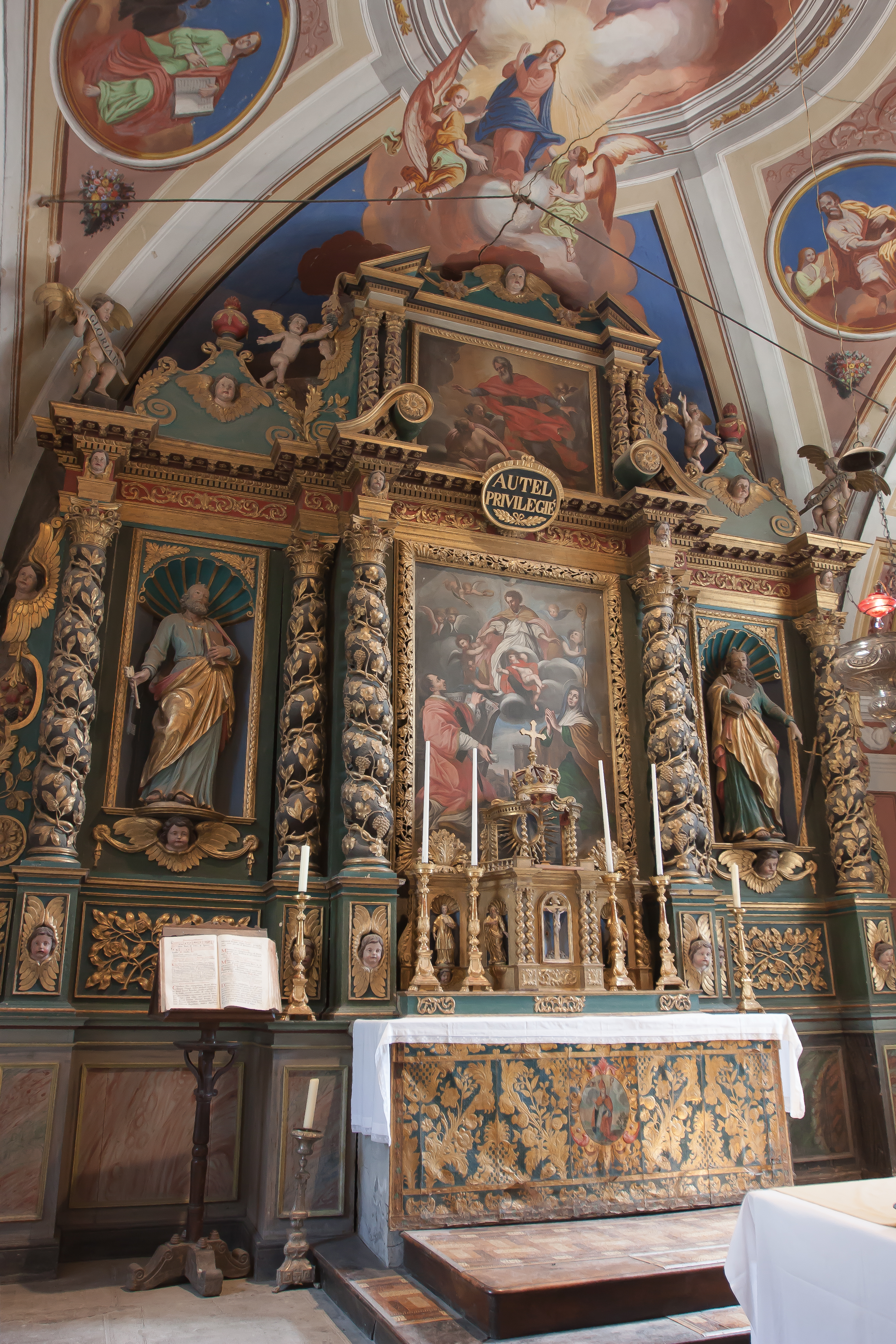
Le retable.
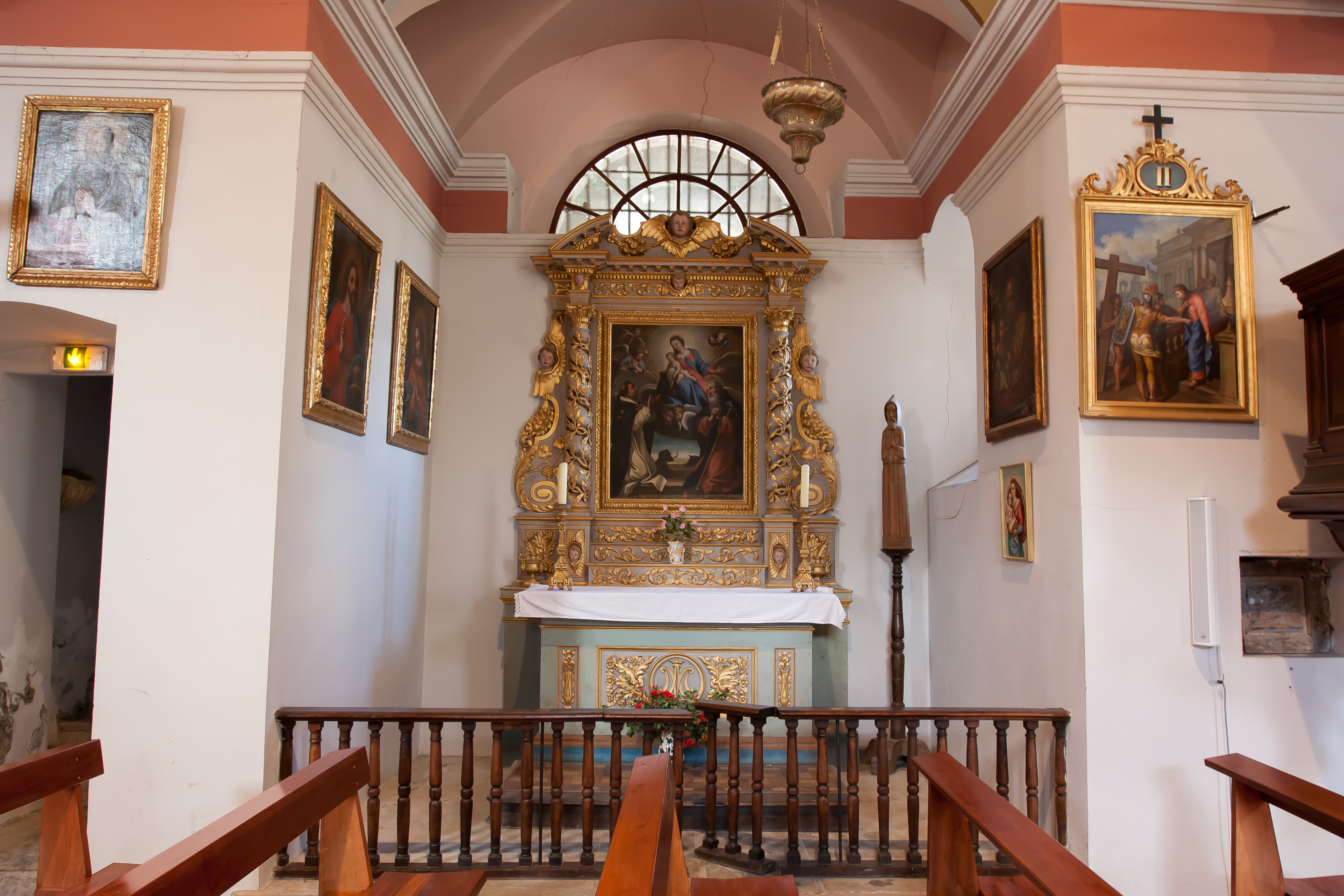
La chapelle latérale de gauche.
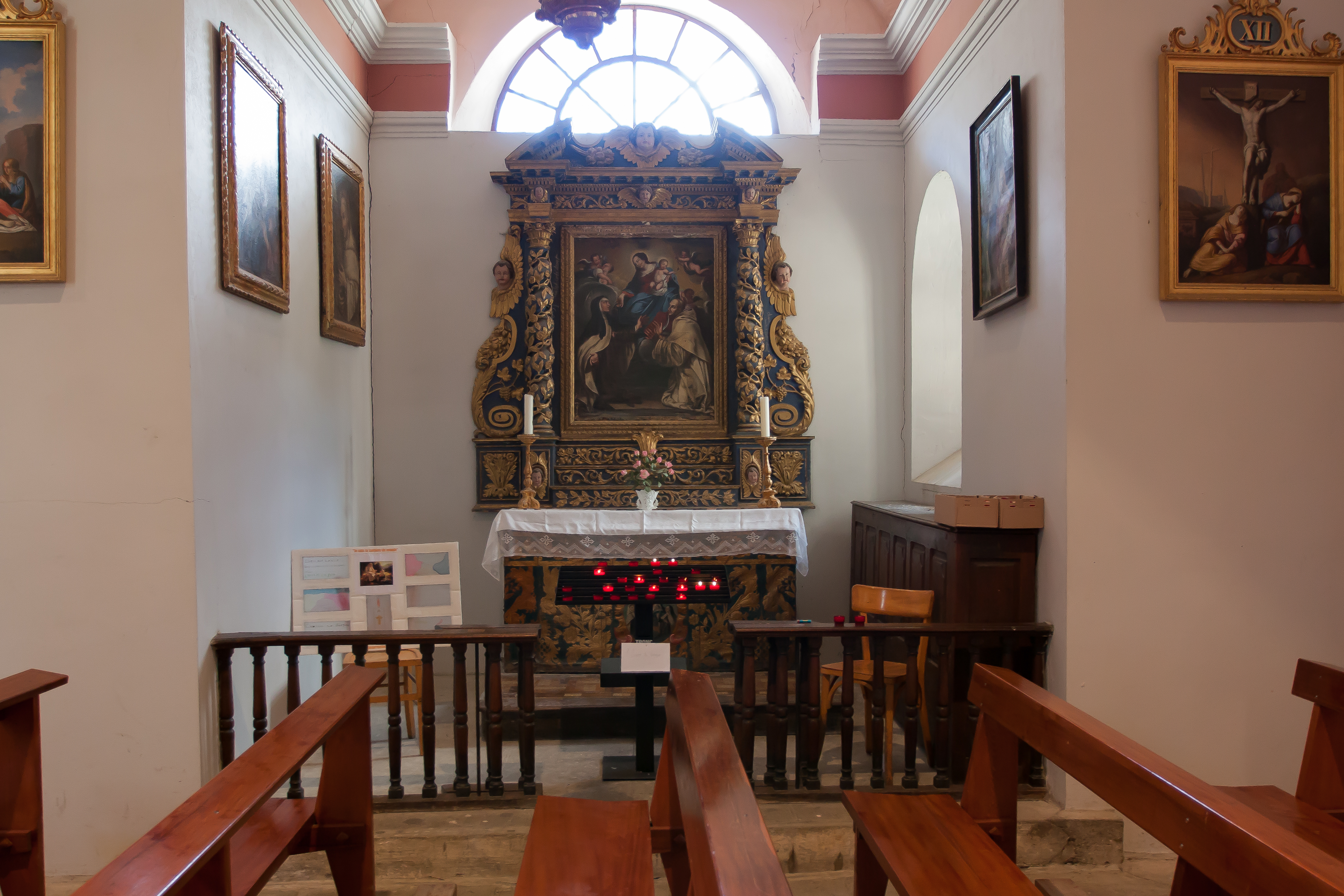
La chapelle latérale de droite.
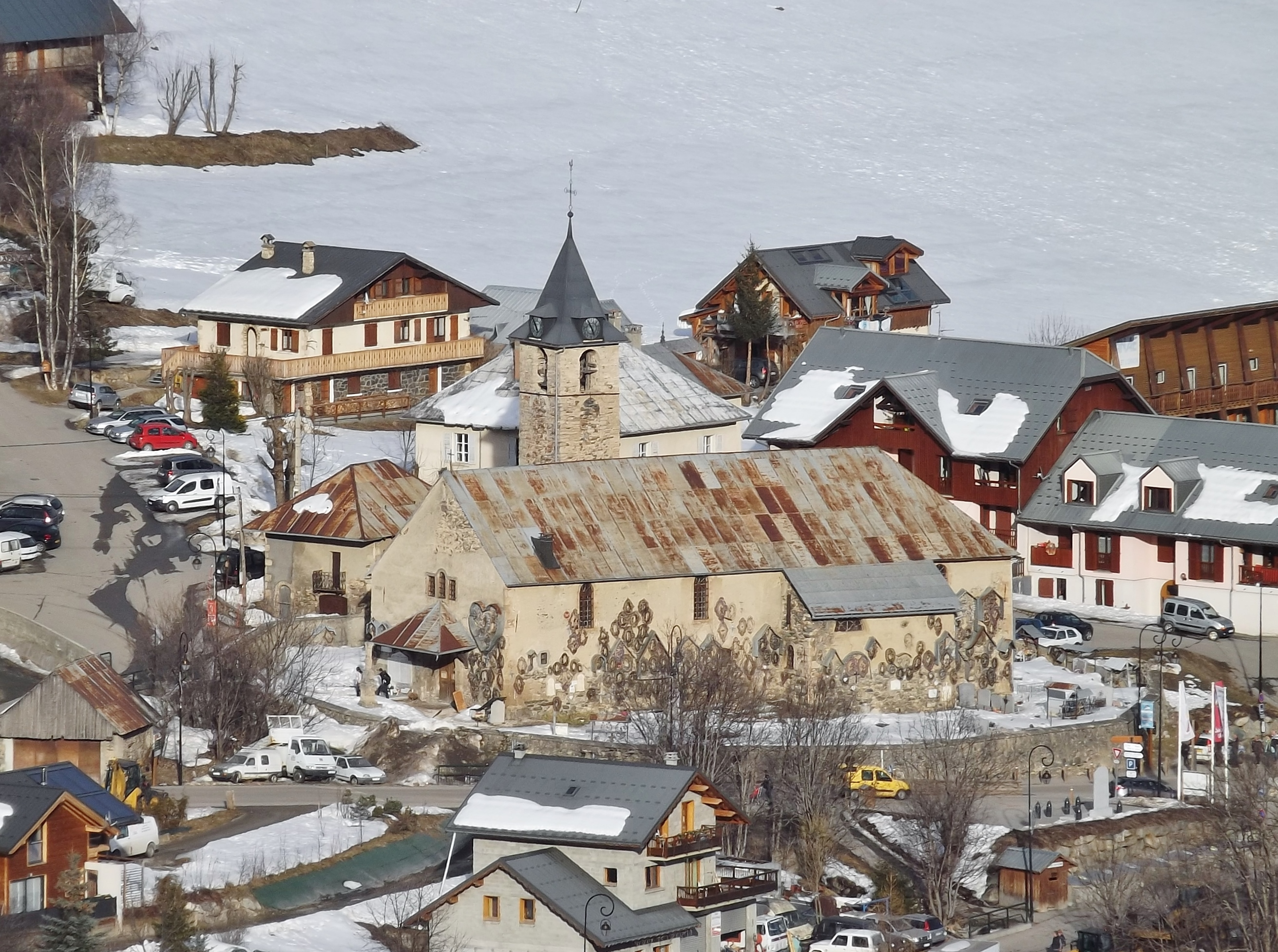
L'église en hiver, vue depuis les pistes de ski.